# Solina Nyirahabimana
Solina Nyirahabimana est une diplomate et une femme politique rwandaise. Elle est ministre d'État aux Affaires constitutionnelles et juridiques depuis le 27 février 2020.

## Biographie
Solina Nyirahabimana fait ses études à l'université du Rwanda, où elle obtient une licence de droit et un master de sciences sociales puis exerce comme avocate. Elle est ambassadrice du Rwanda en Suisse,, et représentante permanente du Rwanda auprès du bureau de l’ONU à Genève, jusqu'en 2013. Elle exerce ensuite diverses fonctions politiques au Rwanda.
Elle est nommée ministre du Genre et de la Famille en octobre 2018, succédant à cette fonction à Espérance Nyirasafari. Elle représente le Rwanda au troisième sommet du mouvement Women7 qui se déroule à l'Unesco à Paris en mai 2019.
Elle est remplacée le 27 février 2020 par Jeannette Bayisenge et devient ministre d'État aux Affaires constitutionnelles et juridiques.